# Františkánský klášter (Kadaň)
Františkánský klášter v Kadani je někdejší klášter řádu manších bratří - františkánů na okraji města Kadaň u řeky Ohře. Jeho historie sahá do 15. století. Jakožto komunita řeholníků existoval v letech 1473–1950. Spolu s klášterním kostelem Zvěstování Panny Marie a Čtrnácti svatých pomocníků je chráněn jako národní kulturní památka.

## Založení a rozkvět

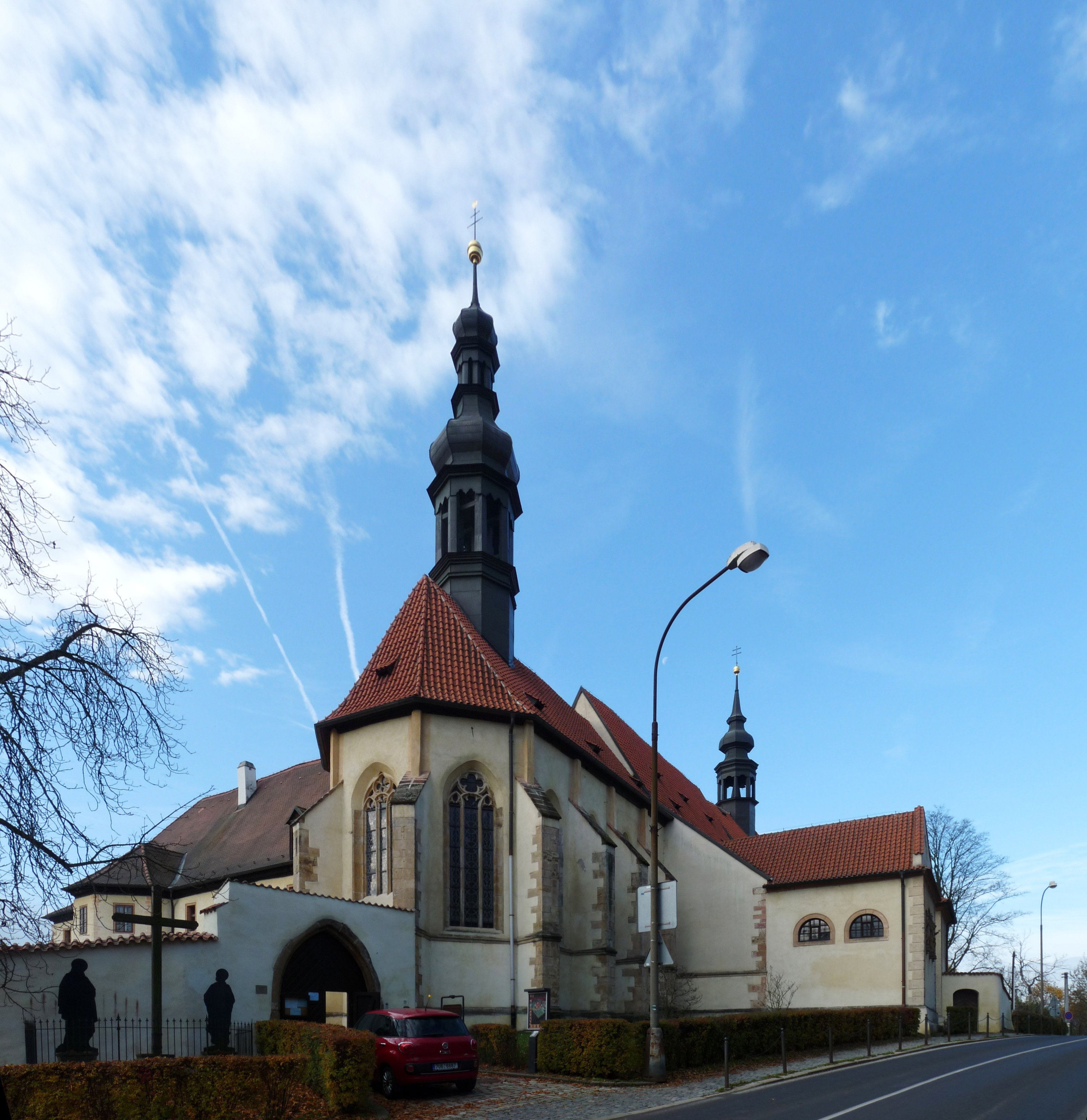
Kostel Zvěstování Panny Marie a Čtrnácti sv. Pomocníků

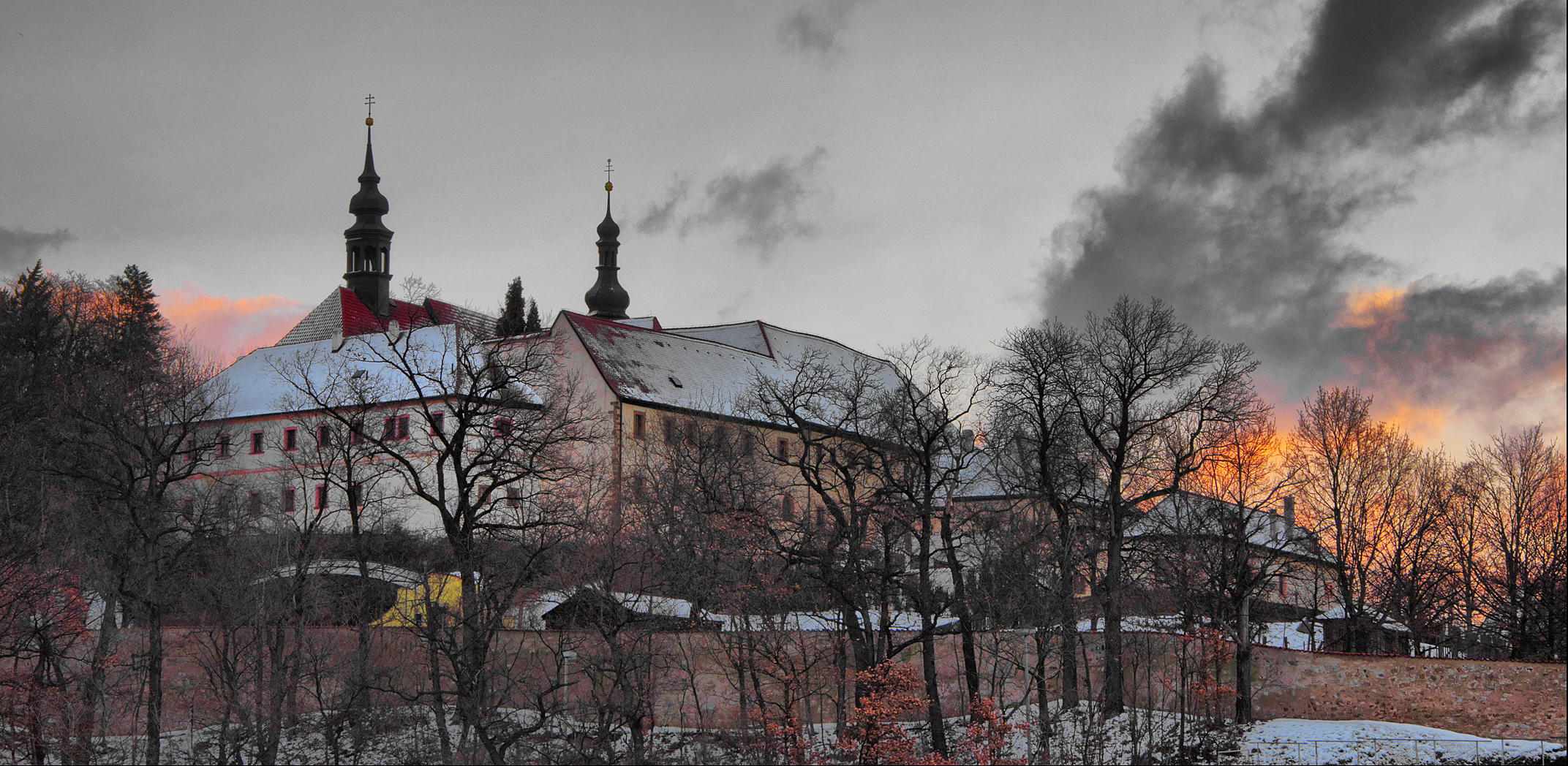
Františkánský klášter v Kadani

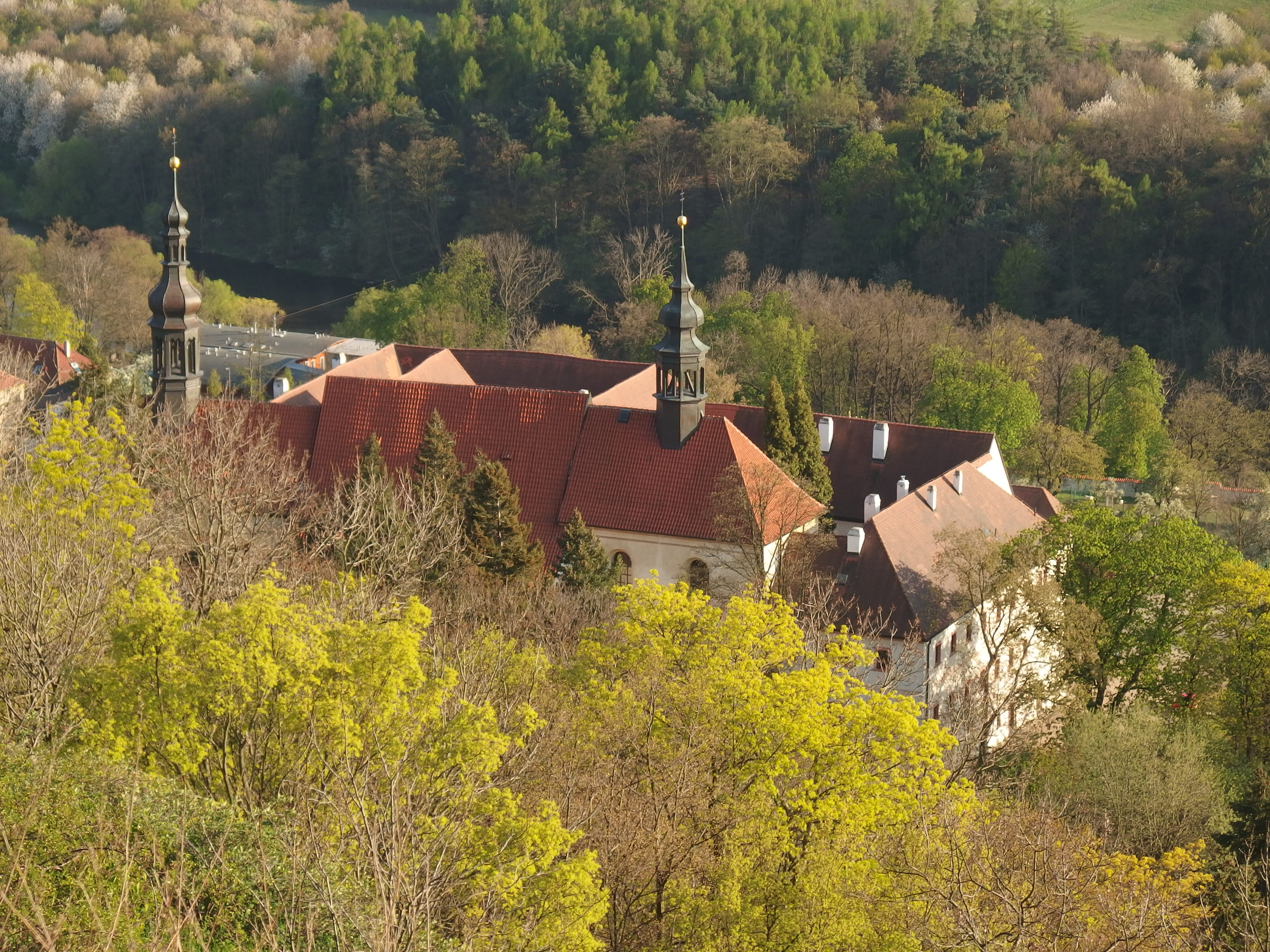
Klášter ze Svatého vrchu

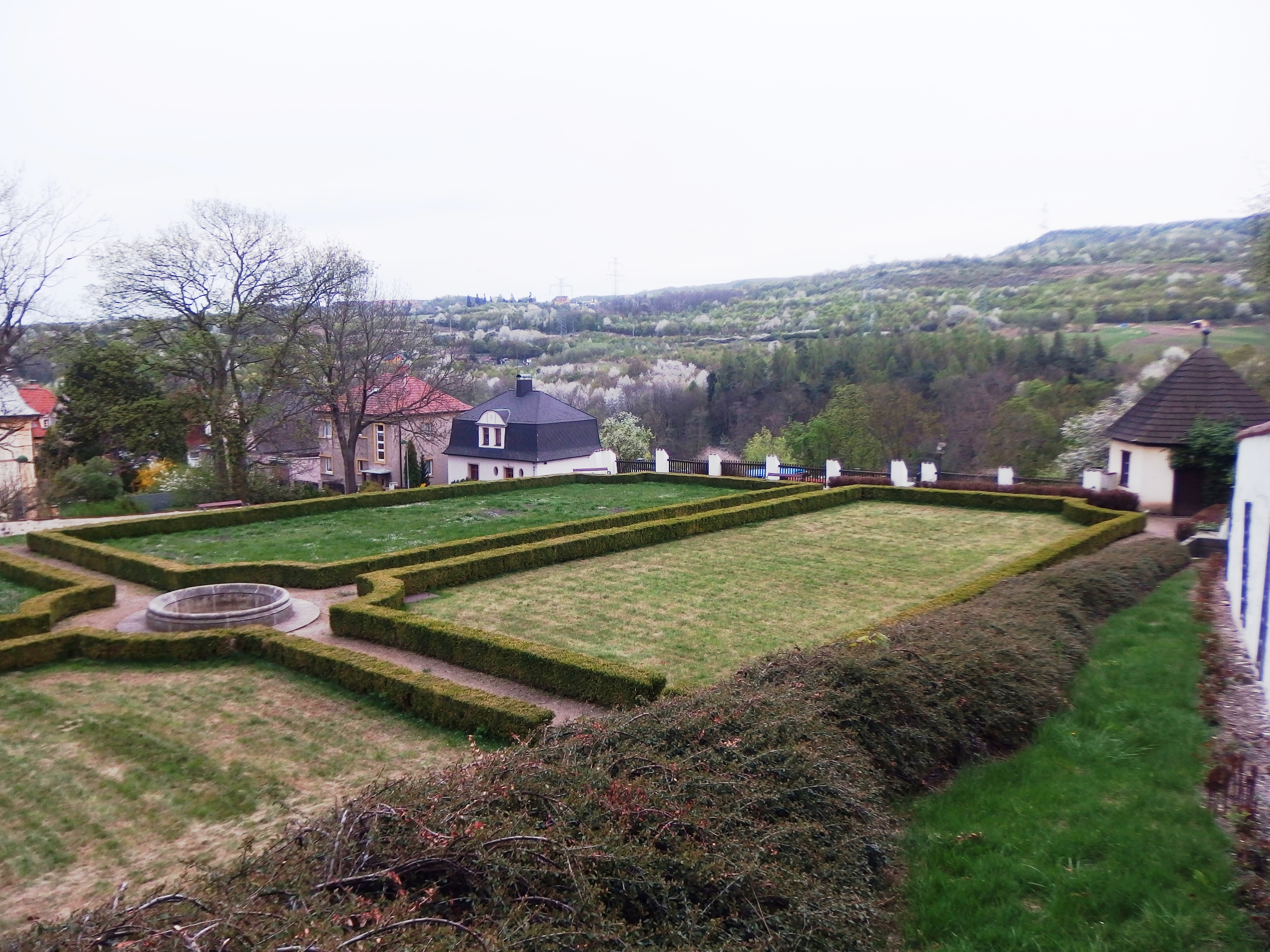
Klášterní zahrady

S učením františkánů-observantů kadaňské obyvatele poprvé seznámil mnich a provinciál řádu Jan Kapistrán na své misijní cestě do Čech, konané v letech 1451–1454. Po polovině 15. století podniklo několik kadaňských měšťanů pouť do Říma. Ti pak za podpory rodiny Fictumů založili brzy po roce 1468 za městem při obchodní stezce do Saska malou kapli Čtrnácti sv. Pomocníků, která se brzy stala poutním místem katolíků z českých zemí i Německa. Od roku 1470 uděloval míšeňský biskup návštěvníkům kaple pravidelně odpustky. Roku 1473 zmocněn papežem Sixtem IV. (1471–1484) převzal provinciál českomoravské provincie Gabriel (Pavel z Moravy) se svolením krále Vladislava II. tuto kapli pro řád františkánů. Brzy potom byl místo kaple postaven trojlodní kostel Panny Marie. Hlavním dobrodincem nového kostela a kláštera se stal Jan Hasištejnský z Lobkovic a jeho bratr Bohuslav. Dali malý kostel podstatně rozšířit a štědře jej podporovali.a jeho první část (pravděpodobně jen presbytář a nedokončená část chóru) 24. září 1480 vysvětil hieropolský biskup Johann Ludovici ke cti Boží a Čtrnácti Svatých pomocníků. Jan dal areál podstatně rozšířit a štědře podporoval jak stavbu, tak vnitřní výzdobu kostela. Kostel patří svou architekturou, malbami a oltáři mezi nejvýznamnější památky pozdní gotiky a renesance nejen v litoměřické diecézi, ale i v kontextu celého regionu Krušnohoří a Saska. Jan Hasištejnský z Lobkovic zde dal vymalovat cyklus fresek ze života Kristova, s nejstarším pohledem na Kadaň a klášter. Dále Lobkovicové objednali hlavní oltář – skládací dřevěnou archu s malovanými křídly a se sochami Panny Marie se Čtrnácti svatými pomocníky (dnes je oltář deponován v Národní galerii v Praze). V kněžišti dal Jan zřídit rodovou hrobku Hasištejnských s kamennou tumbou a dvěma reliéfy – živého a mrtvého rytíře. Autorem sochařské výzdoby z roku 1516 je významný saský kameník a sochař Ulrich Creutz. Další náhrobky a epitafy z doby pozdní gotiky a zejména renesance si v kostele, křížové chodbě nebo v kapli sv. Kateřiny zbudovaly přední rodiny Fictumů, Weitmile, kadaňských měšťanů a další. Kostel se stal od počátku proslulým poutním místem, Roku 1749 byl klášter rozšířen zřízením noviciátu. Proslulý humanista Bohuslav Hasištejnský z Lobkovic složil ke cti kadaňských Čtrnácti sv. Pomocníků báseň.

## Renesanční znovuzaložení
Roku 1506 byla ve zdejším klášteře konána provinční řádová kapitula, jíž se účastnilo na 150 františkánů. Roku 1514 se zde konala další kapitula. Proslulost zdejšího poutního místa stále vzrůstala, i když protestantismus pronikající jak z Čech tak v podobě luteránství ze Saska tento vzestupný vývoj vážně omezil. Klášter se však těšil mocné ochraně katolických Lobkoviců a byl dostavěn jako významné architektonické dílo se sklípkovými klenbami. Roku 1564 opustili zdejší mniši dočasně klášter a odešli do františkánského kláštera do Tachova. Městská rada se proto obrátila na kustoda řádu Bonaventuru do Plzně a žádala nové obsazení kláštera, protože prázdné budovy začaly chátrat. Františkáni se vrátili po čtyřech letech roku 1569, ale bez prostředků na opravy. Podnětem k obnově byla mj. v říjnu 1569 děkovná pouť, kterou do kláštera podnikl pražský arcibiskup Antonín Brus z Mohelnice jako dík za své uzdravení, ten také hmotně podpořil rekonstrukci kláštera. Ke kadaňským františkánům zavítal ještě několikrát. V letech 1571–1590 dal kancléř Jiří Popel z Lobkovic na své náklady klášter obnovit i s lobkovickou rezidencí a převzal k němu fundátorská práva. Stal se tak jeho druhým zakladatelem.

## Barokní klášter

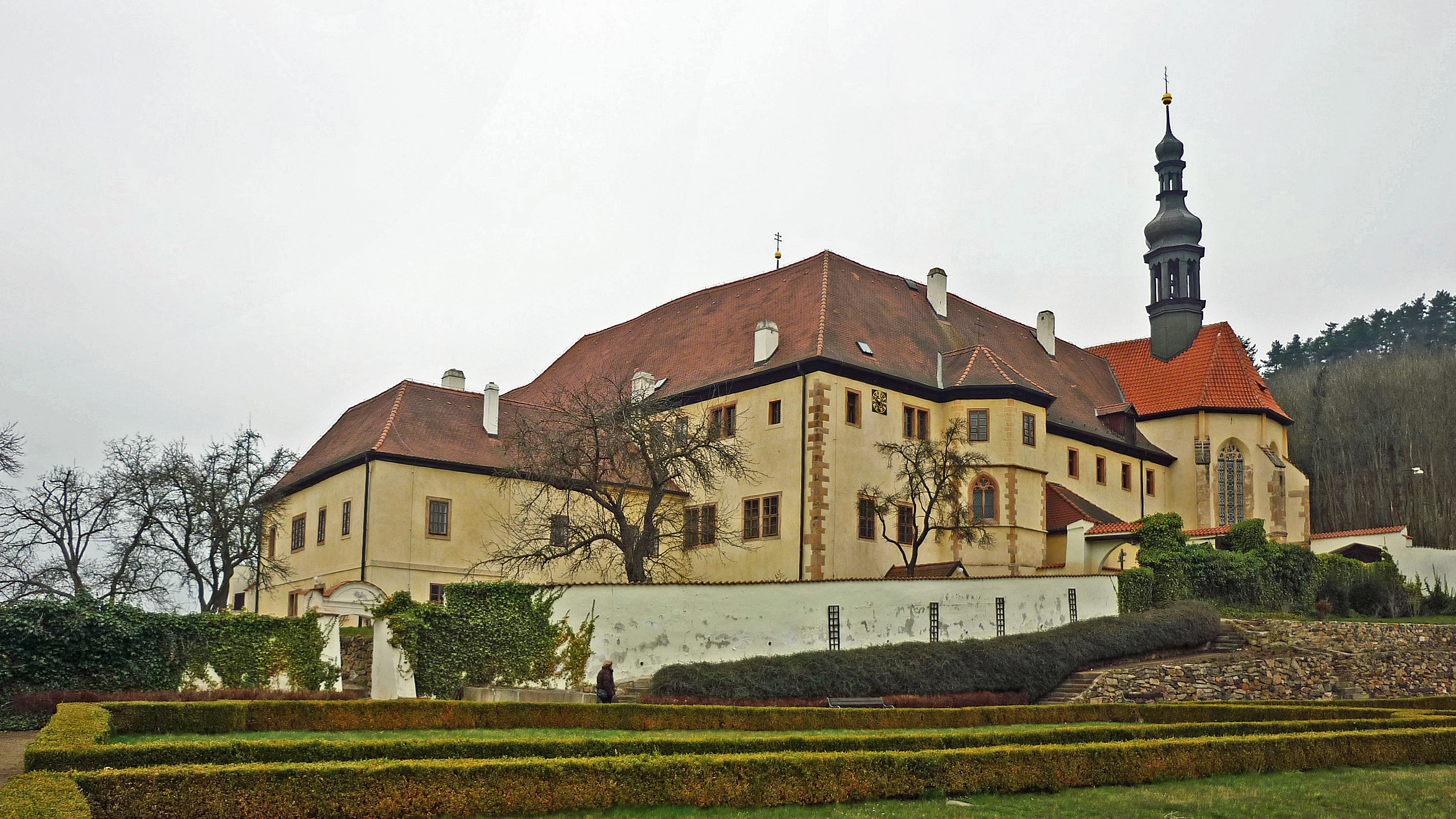
Celkový pohled na klášter

Za stavovského povstání 2. listopadu 1618 byl klášter znesvěcen, vyloupen a brzy na to, 1. září 1619 protestanty částečně vydrancován. Kvardián byl brzy potom zajat a odveden do Prahy. Brzy poté museli mniši klášter opět opustit. Teprve v rámci násilné rekatolizace země 31. května 1623 vydal český královský místodržitel Karel I. z Lichtenštejna císařskému rychtáři v Kadani příkaz, aby město klášter podporovalo. Mniši se zpět vrátili asi roku 1627, kdy jim byly do kostela přestěhovány varhany z chrámu sv. Anny. V roce 1640 zde žili tři kněží, jeden klerik a tři laičtí bratři. Klášter i kostel byly však silně poškozeny třicetiletou válkou, v jeho okolí se bojovalo až do roku 1648. Teprve po roce 1662 nastala opět postupně celková regenerace kláštera, který byl opraven a rozšířen o nové křídlo. V roce 1678 zde již žilo 23 řeholníků, obnova probíhala podle ideového plánu agilního ministra řádové provincie Bernarda Sanniga, který rozhodl skoncovat s lobkovickou minulostí: dal strhnout jejich rezidenci, opravit celý klášter (mj. malby v sakristii, cely mnichů a refektář) a kostel, který byl vymalován na klenbě postavami slavných františkánských světců (mimo jiné zakladatelů Jana Kapistrána, Bernardina ze Sieny a čtrnácti pražských mučedníků) a legendou o založení kláštera a Bezbožné ženě. Tehdy byl klášter spojen s městem alejí lemovanou raně barokními výklenkovými kaplemi s pískovcovými reliéfy pašijí, které dali zřídit urození dobrodinci se svými erby (na první kapli po pravé straně při cestě z města najdeme dvouhlavého císařského orla na paměť návštěvy císaře Leopolda I.).
Na počátku 18. století vznikl spor kláštera s městem o právo pohřbívat, který byl roku 1713 ukončen smírem. V roce 1720 je zmínka, že pokračuje stavba Lorety. Stavba kostela byla ukončena roku 1739. V roce 1742 došlo přímo v objektu kláštera ke krvavému střetnutí císařských vojáků s francouzskou skupinou, která se v klášteře opevnila a teprve po zteči císařských ustoupila. Klášter byl tehdy znovu poškozen. V roce 1746 žilo v klášteře 25 řádových bratří ve 25 celách. V letech 1747 až 1749 byla k západní straně kláštera přistavěna budova noviciátu. Mladí novicové se zde připravovali na přijetí do františkánského řádu až do josefínských reforem a poté od roku 1812 s několika nedlouhými přestávkami až do roku 1950. Roku 1752 byla zničena budova konventu ohněm a poškozen byl i kostel. Konečnou podobu dostal klášter v sedmdesátých letech 18. století, kdy byla poutní cesta doplněna o portiunkulovou kapli.
Během josefínských reforem v roce 1785 klášter jen o vlásek unikl rozpuštění. Počet mnichů byl však omezen z třiceti šesti na dvanáct. Po klidném 19. století museli františkáni během druhé světové války postoupit klášter německému wehrmachtu pro potřeby Hitlerjugend. Po válce byli němečtí řeholníci odsunuti a do Kadaně přišli františkáni české národnosti.
V roce 1950 objekt kláštera přepadly jednotky Státní bezpečnosti a bratři byli z kláštera odvlečeni. V roce 1953 byl uzavřen i klášterní kostel a budovy kláštera začaly sloužit nejprve archivu a v 70. letech chomutovskému muzeu. 
Po pádu komunistické vlády roku 1989 v něm v letech 1991 až 1994 pokračovali někteří františkáni. Budovy byly poté postoupeny Biskupství litoměřickému. To pak v roce 1995 pronajalo klášter městu Kadaň s výjimkou kostela, který slouží kadaňské římskokatolické farnosti. Kostel byl v roce 1995 znovu vysvěcen a do kláštera se tak vrátil duchovní život. Město Kadaň poskytuje prostředky na rekonstrukci cenného interiéru a nástěnných fresek kláštera. V roce 1999 byla budova noviciátu z poloviny 18. století věnována Základní hudební, taneční a výtvarné škole, která v roce 2005 přijala název ZUŠ Klementa Slavického (Klement Slavický – významný český skladatel; v Kadani působil v 50. letech 20. století). Ve sklepích byla otevřena stálá expozice Mineralogické zajímavosti, zkameněliny a archeologie. V květnu 2004 bylo v budově kláštera slavnostně otevřeno Městské muzeum, které zde připomíná jak dějiny města, tak především dějiny a odkaz samotného kláštera. Od roku 1995 je kadaňský františkánský klášter zapsán do seznamu národních kulturních památek. Kromě muzejních expozic jsou v klášteře nabízeny komentované prohlídky. V letech 2004–2021 (z toho v letech 2016–2021 v rámci programu IROP) probíhalo kompletní restaurování nástěnných a nástropních maleb i všeho vybavení klášterního kostela. V sobotu 15. dubna 2023 otevřelo Městské muzeum v Kadani výstavu "Klášter a jeho pán" a to k 550.výročí vzniku kláštera(1473) a k 530.výročí pouti jeho zakladatele Jana Hasištejnského z Lobkowicz do Svaté země(1493). Jan Hasištejnský vedle toho putoval též do Říma, kde se setkal s tehdejším papežem Katolické církve. Vymohl tehdy pro Kadaň dvě papežská privilegia. Podle prvního z nich: každý, kdo se chtěl navrátit od utrakvismu(=české a moravské církve podobojí) ke katolické církvi, mohl tak učinit během jednoho slavnostního procesí ve farním kostele. Druhé privilegium dávalo poutníkům, kteří navštívili kostel možnost získávat odpustky, a to vedlo k posílení poutního charakteru města Kadaně. Do Kadaně poté proudily davy poutníků, což vedlo k rozvoji a prosperitě kláštera a celého města.
Pod klášterem se nachází Kadaňská přehrada.

## Klášterní lékárna
Již roku 1771 zřídili františkáni v klášteře lékárnu a v ošetřovně bylo i základní chirurgické vybavení. Právě tato činnost – péče o nemocné chudé ze širokého okolí – nakonec zachránila klášter před zrušením. Pouze byl omezen počet členů konventu, který roku 1785 činil 12 bratří. Klášter se stal po určitou dobu i noviciátem a zvláště v 19. a 20. století se zasloužil i o českou menšinu ve městě a okolí. Konec života klášterní komunity učinila Akce K v roce 1950.

## Klášterní zahrada
Klášter byl v 15. století vybudován uprostřed vinic a od počátku hospodařil také s územím, které zdejší řeholníci obdělávali a z něhož žili. Kromě vinohradu je tak v areálu tyčová chmelnice (malý klášterní pivovar vznikl v polovině 19. století) a výběhy hospodářských zvířat (kozy, ovce, prase kadeřavé ad.). V horní části areálu je část zahrady upravená jako relaxační park.

### Program záchrany architektonického dědictví
V rámci Programu záchrany architektonického dědictví bylo v roce 2014 na opravu památky čerpáno 600 000 Kč.